# Uraarachne
Uraarachne es un género de arañas cangrejo de la familia Thomisidae. Fue descrito por el alemán Eugen von Keyserling en 1880.

## Especies
- Uraarachne brevipes (Simon, 1886)
- Uraarachne ceratophrys Grismado & Achitte-Schmutzler, 2020
- Uraarachne cornuta (Simon, 1886)
- Uraarachne kapiity Grismado & Achitte-Schmutzler, 2020
- Uraarachne longa Keyserling, 1880
- Uraarachne panthera Grismado & Achitte-Schmutzler, 2020
- Uraarachne plana (Simon, 1895)
- Uraarachne runcinioides (Simon, 1886)
- Uraarachne toro Grismado & Achitte-Schmutzler, 2020
- Uraarachne variegata (Mello-Leitão, 1941)
- Uraarachne vittata (Caporiacco, 1954)